# Nothrotherium
Nothrotherium is een geslacht van uitgestorven grondluiaards uit de Nothrotheriidae. De soorten leefden in het Boven-Pleistoceen in het zuidwesten van de huidige Zuid-Amerika.

## Kenmerken
Deze herbivore luiaard had een lengte tussen de twee en 2,5 meter en was in vergelijking met andere prehistorische luiaards vrij klein. Het had een relatief robuust lichaam. In de achterpoten werden de middenvoetsbeentjes bijna negentig graden gedraaid en de klauwen naar binnen gericht. De voorpoten waren lang en sterk, ook gewapend met klauwen. De schedel was dunner dan die van Megatherium, maar even zonder tanden vooraan, met een lange, sterke tong. Het dier leefde samen met de mens.

## Classificatie
Notroterium was een van de eerste Zuid-Amerikaanse zoogdieren die werden beschreven: de overblijfselen werden ontdekt in een grot in de regio Lagoa Santa (Brazilië) door Peter Lund en geclassificeerd in 1839. Er zijn twee belangrijke notroterische soorten bekend: Nothrotherium maquinense en N. escrivanense, beide gevonden in Brazilië. Een zeer vergelijkbare vorm, Nothrotheriops is gevonden in Noord-Amerika. Deze dieren behoorden tot de megateriiden, een familie van meestal grote terrestrische luiaards, maar hun kleine omvang en sommige skeletachtige kenmerken brachten wetenschappers ertoe hen in een afzonderlijke onderfamilie te classificeren, die van de notroteriini (Nothrotheriinae).

## Leefwijze
Notroterium was waarschijnlijk een traag dier dat zich voedde met boombladeren. De trage bewegingen moesten het een gemakkelijk doelwit maken voor roofdieren, zoals de grote Zuid-Amerikaanse hondachtige Protocyon of de nog gevaarlijkere sabeltandtijger Smilodon.

## Soorten
- Nothrotherium maquinense Lund 1839
- Nothrotherium shastense Sinclair 1905